# Польський альбом
«Польський альбом» (пол. «Album polski») — драма польського кінорежисера Яна Рибковського. Прем'єра у Польщі відбулася 8 травня 1970 року.

## Сюжет
Анна і Томек зустрічаються у подорожі на відпочинку. Їх зацікавлює фотографія з першої сторінки старої газети 1945 року, на якій зображена група солдат на танку. Серед цих солдат присутній батько Томека, Петро, а мати Анни розповідає про цю фотографію, як про цінний спогад. Взявши інтерв'ю у вдови загиблого сержанта з фотографії, Анна — студентка-журналістка, вирішила піти стопами товаришів по зброї і підготувати радіопередачу, в якій розповісти про подальшу їх долю і сучасність.
Починають вони з відвідин батька Томека, Петра, який працює інженером. Петро захоплений схожістю Анни з жінкою з якою він познайомився і покохав у 1945 році

## Актори
- Барбара Брильська — Анна; Марія, мати Анни
- Ян Махульський — Петро, батько Томека
- Болеслав Плотницький — Болеслав Перкуч
- Анджей Северин — Том
- Мацей Дамецький — Констебель Южек
- Казімеж Фабісяк — професор археології
- Францішек Печка — Колеяж Франек, відчим Анни
- Тадеуш Шмідт — Ян
- Леонард Анджеєвський — Станіслав Колінський,
- Тадеуш Бартосік — Секретар НРП
- Богуш Білевський — злочинець
- Януш Бильчінський — PSL Member

## Цікаві факти
- Фільм знімався у декількох містах Польщі: Цединя, Гданськ, Колобжег, Мястко, Щецін, Варшава, Вроцлав